# Eugènia Balcells
Pour les articles homonymes, voir Balcells.
Eugènia Balcells, née à Barcelone en 1943, est une artiste visuelle catalane, considérée une pionnière de la création audiovisuelle et de l'art vidéo.
Elle est connue pour son travail sur les stéréotypes de genre et sur la surconsommation issue de la société capitaliste.

## Biographie
Diplômée en architecture technique, elle présente sa création au grand public dans les années 1970. Son œuvre dénonce notamment la société de consommation (Supermercart, 1976, Ofertes, 1977) et le pouvoir des médias.
Elle se spécialise dans l'art vidéo aux États-Unis, travaille sur l'utilisation de la lumière, et l'oriente, comme sa contemporaine Eulàlia Grau, vers une interprétation féministe, notamment avec le film Boy Meets Girl en 1977.
Ses œuvres les plus récentes ont été notamment acquises par la Généralité de Catalogne.

## Œuvres notables
- 1976 : Supermercart (Supermarché)
- 1977 : Ofertes (Promotions)
- 1977 : Boy Meets Girl (Un garçon rencontre une fille)
- 1979 : Fugue
- 1981 : Going Through Languages (Aller plus loin que les langues[réf. souhaitée])
- 2009 : Freqüències (Fréquences)
- 2002 : Jardí de Llum (Jardin de Lumière), installation pérenne à la station Ciutat Meridiana du métro de Barcelone[4].

## Distinctions officielles
- 2025 : Récipiendaire de la Croix de Saint-Georges[5].